# Лопилато, Луисана
Луисана Лорелей Лопилато де ла Торре (исп. Luisana Loreley Lopilato de la Torre; род. 18 мая 1987) — аргентинская актриса, певица и модель.

## Биография
Родилась 18 мая 1987 года в Буэнос-Айресе (Аргентина). В детстве она была спокойным ребёнком, много не шалила и не боялась камер. Съёмки давались Луисане с трудом: ей приходилось вставать рано утром, чтобы добежать до школы, сдать все задания и договориться с учителями.
Первые роли, которые Лу получила, были в сериалах «Dibu» и «Детвора». После, ей предложили одну из главных ролей в сериале «Мятежный дух», роль Мии Колуччи. Эта роль принесла Луисане бешеный успех, но ещё больший успех принесла ей сцена. Вместе с Камилой Бордонабой, Фелипе Коломбо и Бенхамином Рохасом они создали группу «Erreway».

## Карьера в шоу-бизнесе

### Карьера на телевидении и в кино
Впервые появилась на экране в 6 лет в качестве модели для различных реклам. Затем она снимается в роли Лорены (Lorena) в 3 сезоне детского сериала «Dibu», участвует в эпизодических ролях в сериале «Детвора». В1999 году её выбирают на роль Луисаны Маса (Luisana Maza), одну из главных в этом проекте. Она пробыла там 3 сезона, до временного закрытия сериала. Также в 2001 году она снялась в фильме по его мотивам «Chiquititas: Rincón de Luz». В 2002 году Луисана снимается в сериале «Мятежный дух» в роли Мии Колуччи (Mia Colucci) и начинает карьеру певицы в группе Erreway. В течение 3 лет она была одним из 4 подростков, сыгравших в сериале главные роли. Сериал был очень успешным и принес ей известность. В это время она также снимается для обложек многих журналов. В 2004 году она снимается в фильме «Erreway: La Pelicula» (Четыре дороги). Позже Луисана подписывает контракт с «Pol-ka Productions» на съёмки в «Los Secretos de Papá» и «Los Pensionados».
В 2005 году она снимается в «Casados con Hijos», аргентинской адаптации популярного американского сериала «Женаты... с детьми». Сериал получает Martin Fierro Award как лучшая комедия в 2006 году, а Луисана была номинирована на лучшую актрису 2006. В этом же году она снимается в сериале «Душа пирата». В 2007 году она является одной из ведущих на «Los Premios MTV Latinoamérica», «Latin MTV Awards». Аргентинский журнал «Gente» объявляет Луисану «лицом года».
В 2008 году Луисана снялась в новой мыльной опере «Atraccion x 4». Также в этом году она снялась в «Encandilados», первой теленовелле для мобильных телефонов. Каждый эпизод которой длится в среднем 5 минут. В 2009 году вышел полнометражный фильм с участием Луисаны «Папа на один день».
Её первый анимационный фильм «Plumíferos - Aventuras voladoras», в котором она озвучила одного из персонажей, вышел в 2010 году. Также в 2010 году вышел сериал с её участием «Alguien que me quiera». Как только закончились съёмки «Alguien que me quiera», Лу отправляется сопровождать своего жениха Майкла Бубле в его туре «Crazy Love». Затем Луисана уезжает в Лос-Анджелес, чтобы сняться в пилотной серии сериала «Rio (Рио)». В интервью для «Radio Metro 95.1» (январь 2010 года) Лу рассказала, что она появится в 6 эпизодах этого сериала.
В ноябре 2010 года испанский журнал «FHM» поставил Лу уже на 17 место в списке «100 Самых сексуальных женщин мира». По Возвращении в Аргентину Луисана играет в последней серии унитарио «Maltratadas» вместе с Хуаном Наварро. В сентябре 2011 года Луисана становится первой аргентинкой, чьё количество читателей в Твиттере превышает 1 млн человек.
В начале 2012 года Луисана закончила сниматься в сериале канала «El Trece» — «LOBO», где она впервые за свою карьеру играла роль злодейки. Её героиня — Виктория Робледо.
В это время в прессе появляется информация, что Луисана снимется в фильме «Malas (Плохие)», или по другой версии «Mala (Плохая)». Лу подтвердила данную информацию, но затем написала в своём твиттере, что из-за того, что они с продюсерами картины не смогли договориться о графике съёмок Луисаны, она не будет участвовать в данном проекте.
Американский сериал «Rio», пилотная серия которого была отснята ещё в 2010 году, ожидает разрешения от телеканала на продолжение съёмок, а пока проект заморожен.
В феврале 2012 года, испанский журнал «DT» провёл голосование «Самые сексуальные женщины планеты», за Луисану отдали более 40 000 голосов, в результате чего она заняла почётную 15 строчку, обогнав таких всемирно известных красавиц как Анджелину Джоли, Джессику Альбу и Милу Кунис. В июле того же года Лу уезжает в Италию для съёмок в сериале производства Итальянского канала «RAI I» под названием «Una buona stagione».
В 2013 году, находясь на 5 месяце беременности, Луисана снимается в сериале «En terapia», где играет девушку больную раком. Спустя 2 месяца после родов, в ноябре того же года, Лу начинает репетиции нового проекта- фильма «Las Insoladas».
В конце мая 2015 года Луисана снимается в фильме производства США «Fair Market Value». В сентябре того же года она играет роль Алисии (Alicia) в мини-сериале «Variaciones Walsh».

### Карьера певицы
Во время съёмок «Мятежный дух» Луисана стала членом группы «Erreway». Группа записала 3 альбома: Señales, Tiempo, Memoria.
Луисана покинула группу в 2004 году.

## Личная жизнь
В 2008 году Лопилато познакомилась с певцом Майклом Бубле, на его концерте в Аргентине. Через год они объявили о помолвке, но Бубле не спешил оформлять отношения официально. 31 марта 2011 года они поженились на родине Лопилато в Аргентине. Вторая свадьба состоялась 2 апреля 2011 года на родине Майкла в Канаде.
У супругов есть четверо детей: два сына, Ноа Луис Эдуардо Бубле (род. 27 августа 2013) и Элиас Дарио Диметрио Бубле (род. 21 января 2016), и две дочери, Вида Эмбер Беатрис Бубле (род. 26 июля 2018) и Сьело Йоли Роуз Бубле (род. 19 августа 2022).

## Фильмография

### Теленовеллы
| Год       | Название                         | Роль                                            | Примечание                               |
| --------- | -------------------------------- | ----------------------------------------------- | ---------------------------------------- |
| 1997      | Mi Familia es un Dibujo          | Лорена (Lorena)                                 | Сериал                                   |
| 1997—2001 | Детвора                          | Луисана Маса (Luisana Maza)                     | Сериал                                   |
| 2002—2003 | Мятежный дух                     | Миа Колуччи (Mia Colucci)                       | Сериал                                   |
| 2004      | Los Pencianados                  | Кати (Kathy)                                    | Сериал                                   |
| 2004      | Los Secretos de Papá             | Камила (Camila)                                 | Сериал                                   |
| 2005      | Numeral 15:Teléfono Descompuesto | Лола Гомес (Lola Gomez)                         | Мини-сериал                              |
| 2005—2006 | Casados con Hijos                | Паола Архенто (Paola Argento)                   | Сериал                                   |
| 2006      | Душа пирата                      | Аллегра Риганти (Allegra Riganti)               | Сериал                                   |
| 2007      | El Capo                          | Орнелла Мастроджузеппе (Ornella Mastrogiuseppe) | Сериал                                   |
| 2008      | Encandilados                     | Кандела (Candela)                               | Мини-теленовелла для мобильных телефонов |
| 2008—2009 | Atracción x4                     | Нина Локалье (Nina Lacalle)                     | Сериал                                   |
| 2010      | Alguien que me quiera            | Бьянка Ривера (Bianca Rivera)                   | Сериал                                   |
| 2011      | Maltratadas                      | Сусана Альварес (Susana Alvarez)                | Сериал                                   |
| 2012      | Lobo                             | Виктория Робледо (Victoria Robledo)             | Сериал                                   |
| 2013      | En terapia                       | Валентина Рубио (Valentina Rubio)               | Мини-сериал                              |
| 2014      | Una buona stagione               | Сильвия Феррари (Silvia Ferrari)                | Мини-сериал                              |
| 2015      | Si o No                          | София (Sophie)                                  | Мини-сериал                              |
| 2015      | Variaciones Walsh                | Алисия Рейналь (Alicia Reynal)                  | Мини-сериал                              |

### Шоу
| Год  | Название                      | Роль | Примечание |
| ---- | ----------------------------- | ---- | ---------- |
| 2007 | Los Premios MTV Latinoamérica | Себя | Тв-шоу     |

### Театр
| Год       | Название    | Роль                 | Примечание |
| --------- | ----------- | -------------------- | ---------- |
| 1999-2001 | Chiquititas | Луисана (Luisana)    | -          |
| 2007      | Arlequín    | Клариса (Clarisa)    | -          |
| 2008      | Cinicienta  | Золушка (Cinicienta) | -          |

### Фильмы
| Год  | Название                   | Роль                               | Примечание         |
| ---- | -------------------------- | ---------------------------------- | ------------------ |
| 2001 | Un Amor en Moises Ville    | Анна в детстве (Hannah)            | Фильм              |
| 2001 | Chiquititas: Rincón de Luz | Луисана (Luisana)                  | Фильм              |
| 2004 | Четыре дороги              | Мия (Mia)                          | Фильм              |
| 2008 | Бунт пернатых              | Фери (Feri)                        | Анимационный фильм |
| 2009 | Папа на один день          | Хульетта Мариоти (Julieta Marioti) | Фильм              |
| 2014 | Las Insoladas              | Лала (Lala)                        | Фильм              |
| 2016 | Fair Market Value          | Кендалл Сото (Kendall Soto)        | Фильм              |

## Награды и номинации
- 2006 — Martín Fierro Award — Лучшая комедийная актриса (за роль Паолы Аргенто в Casados con Hijos) (номинирована)
- 2007 — ACE Award — лучшая актриса (за игру в Arlequin) (номинирована)
- 2007 — ведущая Los Premios MTV Latinoamérica / Премия MTV Awards
- 2007 — «Лицо года» журнала Gente.
- 2009 — 89 место в списке самых сексуальных людей мира журнала FHM

## Дискография

### Саундтрек
- Chiquititas 1999 (1999)
- Chiquititas 2000 (2000)
- Chiquititas 2001 (2001)
- Chiquititas:Rincón de Luz (2001)
- Alma Pirata (2006)
- Atracción x4 (2009)

### Erreway
- Señales (2002)
- Tiempo (2003)
- Memoria (2004)